# دانشگاه تورنتو
دانشگاه تورنتو (به انگلیسی: University of Toronto) یک دانشگاه تحقیقاتی دولتی در تورنتو واقع در استان انتاریو کانادا است که در سال ۱۸۲۷ میلادی در دوران حکومت مستعمراتی بریتانیا در کانادا تأسیس شده‌است. این دانشگاه بزرگ‌ترین و برترین دانشگاه کانادا و یکی از معتبرترین مراکز آموزشی-تحقیقاتی در آمریکای شمالی است که در حوالی پارک ملکه قرار دارد.
این دانشگاه در سال ۱۸۲۷ توسط منشور سلطنتی، تحت عنوان کالج کینگ (به انگلیسی: King’s College) و به‌عنوان اولین مؤسسه آموزش عالی مستعمره کانادا تأسیس شد. این دانشگاه در اصل توسط کلیسای انگلیس اداره می‌شد و در سال ۱۸۵۰ پس از اینکه یه یک نهاد سکولار تبدیل شد، با نام کنونی خود مشغول به ادامه فعالیت کرد. بر اساس رتبه‌بندی دانشگاه‌های جهان توسط پایگاه یواس نیوز در سال ۲۰۲۲ این دانشگاه رتبه ۱۶ جهان و اول کانادا را از آن خود کرده‌است. همچنین بر اساس رتبه‌بندی توسط موسسهٔ تایمز در سال ۲۰۲۳، دانشگاه تورنتو در مکان ۱۸ در سطح جهان و رتبهٔ ۱ در کانادا قرار داشته‌است. دانشگاه تورنتو و دانشگاه مک‌گیل تنها دو عضو انجمن دانشگاه‌های آمریکایی در خارج از ایالات متحده آمریکا هستند. دانشگاه تورنتو دارای دو پردیس دانشگاهی وابسته در شهرهای اسکاربرو و میسیساگا نیز می‌باشد.
کشف انسولین در سال ۱۹۲۱ و سلول‌های بنیادی در سال ۱۹۶۳ دو کشف بسیار مهم در رشته پزشکی هستند که هر دو در دانشگاه تورنتو به وقوع پیوست و بالطبع این دانشگاه زادگاه تحقیقات سلول‌های بنیادی و انسولین در جهان به‌شمار می‌رود. این دانشگاه با توجه به تحقیقات، اکتشافات و انتشارات عمده و تأثیرگذار، همواره به‌عنوان بهترین دانشگاه کانادا و همچنین دومین دانشگاه دولتی برتر در آمریکای شمالی رده‌بندی می‌شود و سالانه بیشتر از هر دانشگاه کانادایی بودجه تحقیقاتی دریافت می‌کند. ازنظر علمی، دانشگاه تورنتو به‌دلیل جنبش‌ها و برنامه‌های درسی تأثیرگذار در نقد ادبی و نظریه ارتباطات که به‌طور جمعی به‌عنوان مکتب تورنتو شناخته می‌شود، جایگاه ویژه‌ای دارد. توسعه نخستین میکروسکوپ الکترونی، یادگیری عمیق ماشین، فناوری چندلمسی و ان‌پی کامل و به‌علاوه شناسایی نخستین سیاه‌چاله ماکیان ایکس یک در دانشگاه تورنتو انجام شده‌است. همچنین، در زمان جنگ جهانی دوم، این دانشگاه لباس ضدشتاب را توسعه داد، لباسی که توسط خلبانان هواپیماهای جنگنده متفقین پوشیده می‌شد و سپس توسط فضانوردان به‌کار برده شد. همچنین این دانشگاه با توسعه تکنیک نورافشانی شیمیایی مادون‌قرمز، تجزیه و تحلیل رفتار انرژی در واکنش‌های شیمیایی را بهبود بخشید.
ورسیتی بلوز (به انگلیسی: Varsity Blues) تیم‌های ورزشی هستند که در مسابقات لیگ بین‌المللی در رشته‌های فوتبال گریدیرون، قایقرانی و هاکی روی یخ نشان دانشگاه تورنتو را به دوش می‌کشند. اولین بازی ضبط شده کالج فوتبال در کالج دانشگاهی تورنتو در اوایل دهه ۱۸۶۰ انجام شد. خانه هارت (به انگلیسی: Hart House)، نمونه اولیه کانون دانشجویی آمریکای شمالی است که هم‌زمان با منافع فرهنگی، فکری و تفریحی در مجتمع بزرگ احیاء گوتیک خدمت می‌کند.
دانشگاه تورنتو سه فرماندار کل کانادا، چهار نخست‌وزیر کانادا، سه رهبر خارجی و چهارده قضات دیوان عالی کشور را آموزش داده‌است. از مارس ۲۰۱۹، یازده نفر برنده جایزه نوبل، پنج برنده جایزه تورینگ، ۹۴ محقق رودز و یک مدال‌آور فیلدز وابسته به دانشگاه تورنتو هستند.

## موقعیت دانشگاه

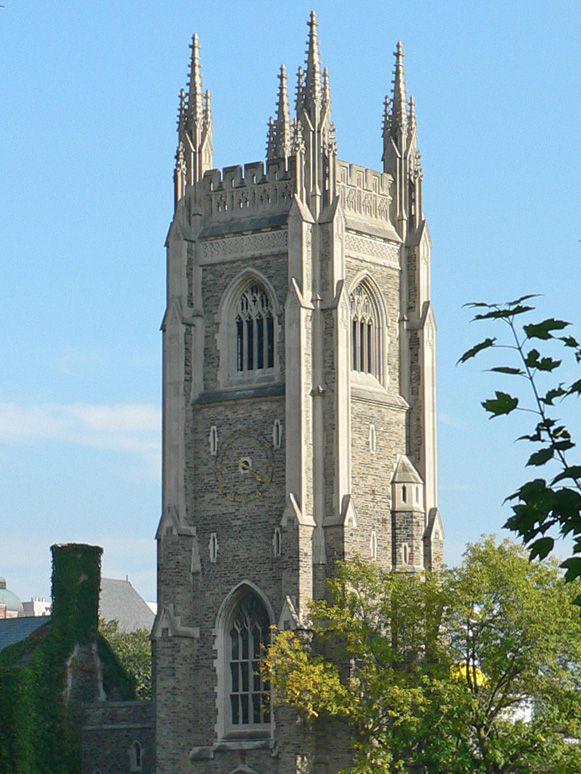
برج سربازان، یادبود فارغ التحصیلان کشته شده در جنگ

محوطه دانشگاه در حدود ۲ کیلومتری شمال منطقه اقتصادی (به انگلیسی: Financial District) در مرکز شهر تورنتو و جنوب محله‌های یورکویل (به انگلیسی: Yorkville) واقع شده‌است. سایت دانشگاه شامل ۱۸۰ هکتار است که عمدتاً از خیابان خلیج به سمت شرق، خیابان بلور به شمال، خیابان اسپادینا به غرب و از خیابان کالج به جنوب محدود شده‌است. دانشگاه تورنتو در محاصره، پارک ملکه (به انگلیسی: Queen’s Park)، شامل ساختمان قانون‌گذاری انتاریو و چندین بنای تاریخی قرار گرفته‌است. این دانشگاه با داشتن فضای سبز و حیاط‌های درهم‌تنیده، منطقه جداگانه‌ای از پارک‌های شهری را در هسته مرکزی شهر تشکیل می‌دهد.

## دربارهٔ دانشگاه تورنتو
تأسیس یک کالج استعماری مدت‌ها بود که هدف جان گریز سیمکوئه، اولین ستوان-فرماندار فوقانی کانادا بود. به‌عنوان یک فرمانده نظامی با تحصیلات آکسفورد که در جنگ انقلابی آمریکا جنگیده بود، سیمکوئه معتقد بود یک کالج برای مقابله با گسترش جمهوری‌خواهی از ایالات‌متحده لازم است. کمیته اجرایی کانادا در سال ۱۷۹۸ توصیه کرد که کالج در یورک، پایتخت استعماری تأسیس شود.

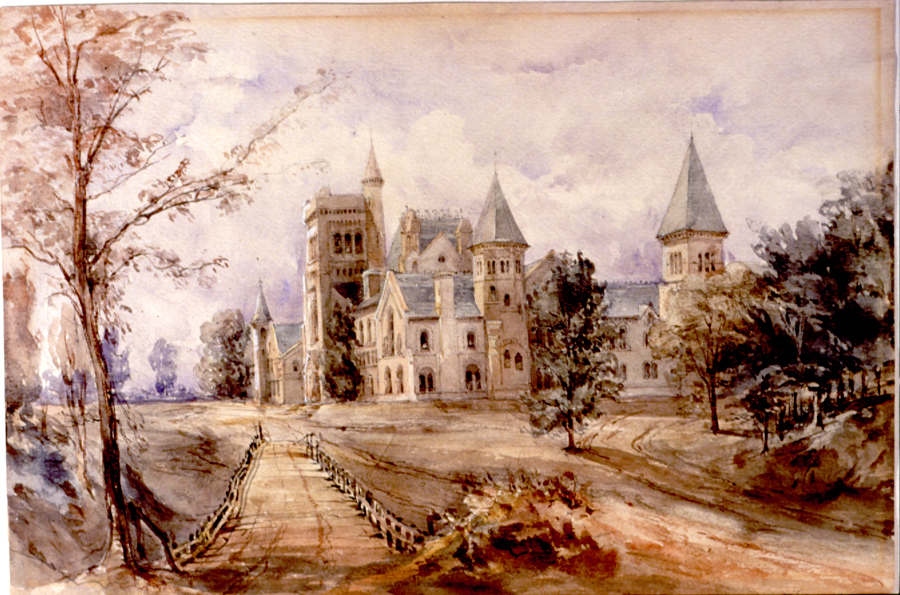
نقاشی University College توسط سر ادموند واکر

در ۱۵ مارس ۱۸۲۷، یک منشور سلطنتی به‌طور رسمی توسط پادشاه جورج چهارم صادر و اعلام شد «از این زمان یک کالج، با سبک و امتیازات یک دانشگاه برای آموزش جوانان در اصول دین مسیحی و به خاطر آموزش آن‌ها در شاخه‌های مختلف علوم و ادبیات … برای همیشه ادامه پیدا کند که از آن به‌عنوان کالج کینگ یاد شود.»

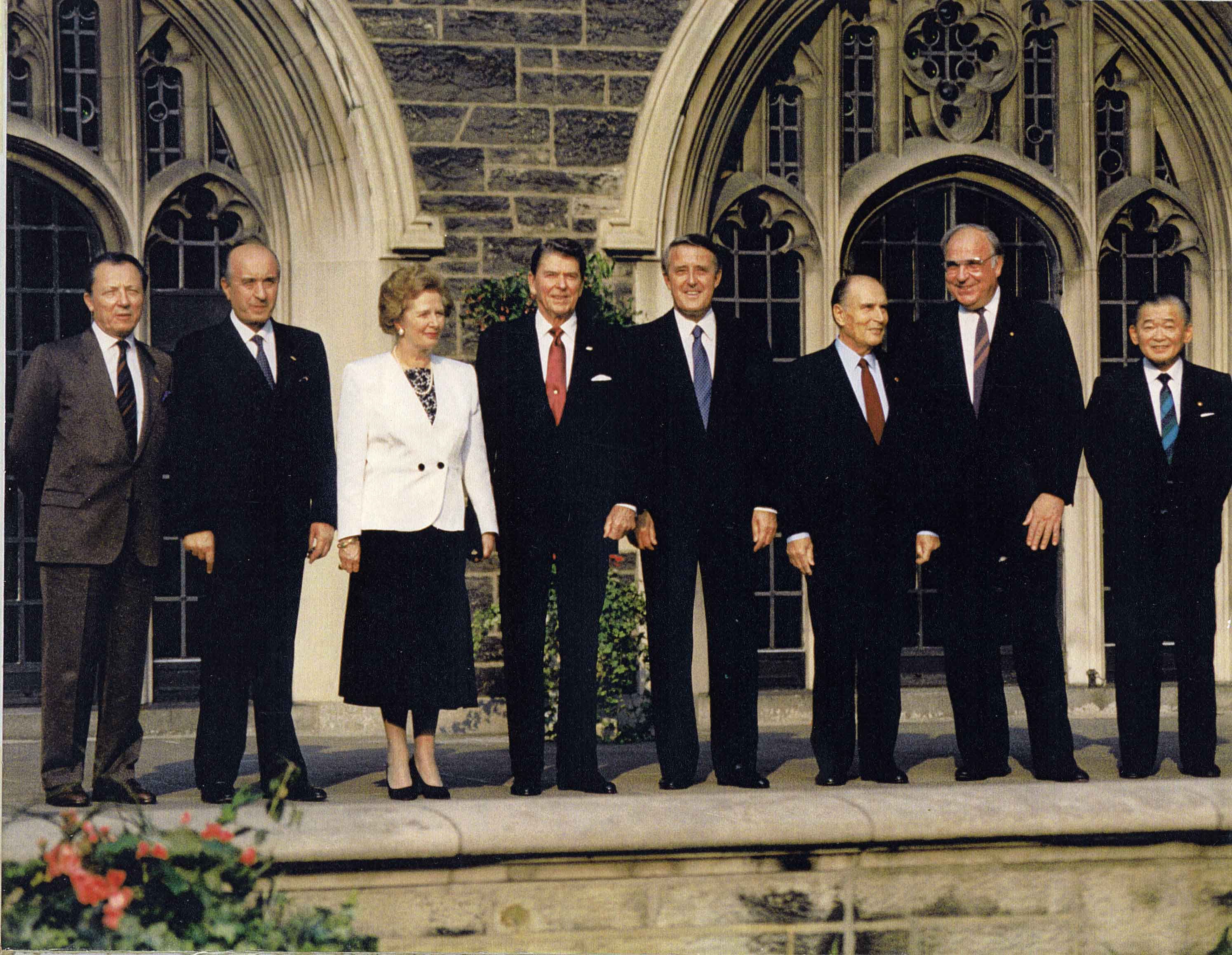
رهبران جهان در دانشگاه تورنتو، اجلاس G7 در سال ۱۹۹۸

در زمان سرپرستی استراچان، کالج کینگ یک مؤسسه مذهبی بود که از نزدیک با کلیسای انگلیس و نخبگان استعماری انگلیس، معروف به "خانواده فشرده " همکاری داشت. سیاستمداران اصلاح‌طلب با روحانیون مخالفت کردند و برای سکولاریزه کردن دانشکده می‌جنگیدند. در سال ۱۸۴۹، پس از یک بحث طولانی و داغ، دولت تازه منتخب ایالتی کانادا به تغییر نام کالج کینگ به‌عنوان دانشگاه تورنتو رأی داد و روابط این مدرسه با کلیسا را قطع کرد.
دانشکده علوم کاربردی که در سال ۱۸۷۸ تأسیس شد، پیشرو دانشکده علوم کاربردی و مهندسی بود که از نخستین روزهای خود به اسم Skule لقب گرفته بود. درحالی‌که دانشکده پزشکی در سال ۱۸۴۳ افتتاح شد، تدریس پزشکی توسط مدارس اختصاصی از سال ۱۸۵۳ تا ۱۸۸۷ انجام می‌گرفت. این دانشگاه دانشکده حقوق را در سال ۱۸۸۷ افتتاح کرد و پس‌ازآن دانشکده دندانپزشکی در سال ۱۸۸۸ شروع به کارکرد. زنان برای اولین بار در سال ۱۸۸۴ در دانشگاه تورنتو پذیرفته شدند.

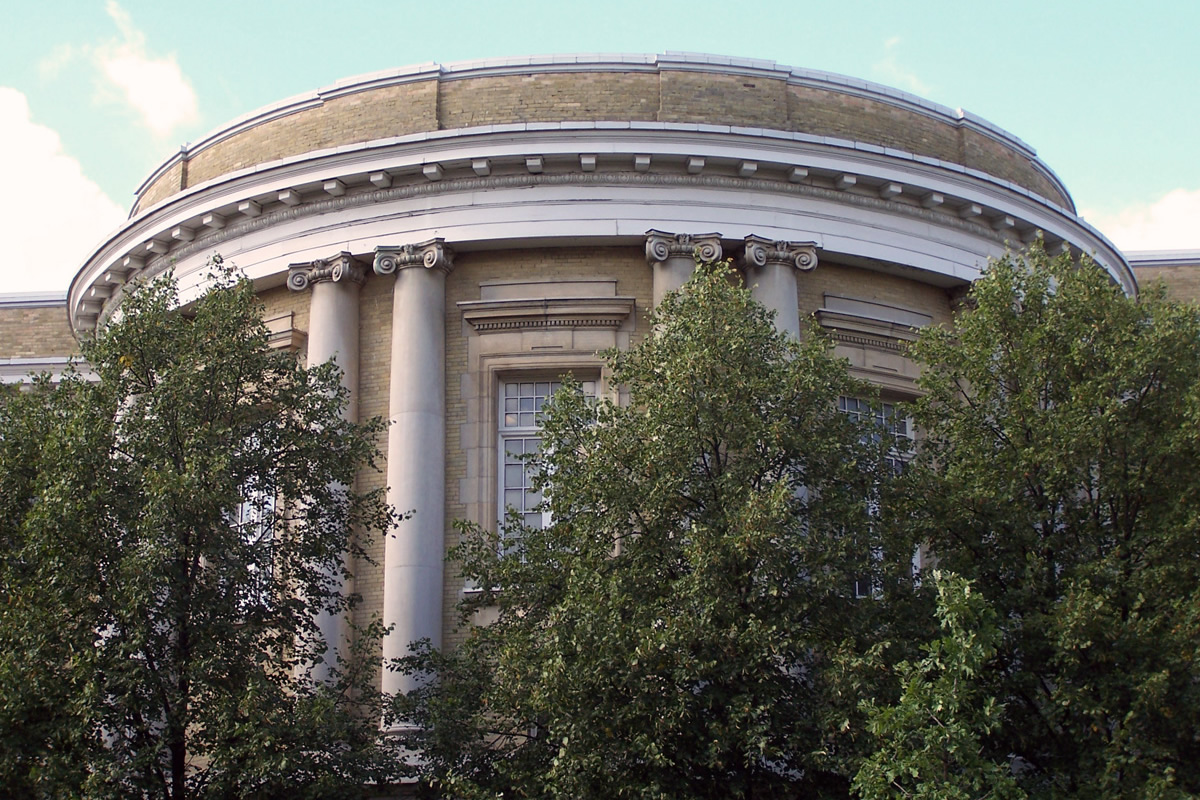
ساختمان Sandford Fleming، محل دفاتر دانشکده علوم کاربردی و مهندسی

آتش‌سوزی ویرانگر در سال ۱۸۹۰ فضای داخلی کالج دانشگاه را ویران کرد و ۳۳٬۰۰۰ جلد کتابخانه را از بین برد؛ اما دانشگاه این ساختمان را ترمیم کرد و کتابخانه خود را طی دو سال دوباره پر کرد. تورنتو پرس در سال ۱۹۰۱ به‌عنوان اولین انتشارات دانشگاهی کانادا تأسیس شد. دانشکده جنگلداری که در سال ۱۹۰۷ با برنارد فرنو به‌عنوان رئیس دانشکده تأسیس شد. در سال ۱۹۱۰ دانشکده آموزش‌وپرورش در این دانشگاه شروع به فعالیت کرد.
جنگ جهانی اول و جنگ جهانی دوم برخی از فعالیت‌های دانشگاه را به خاطر نام‌نویسی دانشجویان لیسانس و فوق لیسانس در جنگ، محدود کرد. رقابت‌های ورزشی بین دانشگاهی و مناظرات هارت هاوس به حالت تعلیق درآمدند، اگرچه بازی‌ها و بازی‌های داخل دانشکده ای هنوز برگزار می‌شدند. رصدخانه دیوید دانکل در ریچموندهیل در ۱۹۳۵ و بعد از آن مؤسسه مطالعات فضایی دانشگاه تورنتو در سال ۱۹۴۹ افتتاح شد. این دانشگاه در سال ۱۹۶۴ در اسکاربورو و در سال ۱۹۶۷ در میسیساگا پردیس افتتاح کرد. دانشکده‌های وابسته پیشین دانشگاه در کالج کشاورزی انتاریو و گلندون هال کاملاً از دانشگاه تورنتو مستقل شدند و به ترتیب بخشی از دانشگاه گوئلف در سال ۱۹۶۴ و دانشگاه یورک در سال ۱۹۶۵ شد. از دهه ۱۹۸۰، کاهش بودجه دولتی باعث افزایش تلاش‌های سخت برای جمع‌آوری کمک‌های مالی شد. دانشگاه تورنتو اولین دانشگاه کانادایی است که یک موقوفه مالی بیش از ۱ میلیارد دلار در سال ۲۰۰۷ جمع‌آوری کرد.

## مشاهیر دانشگاه تورنتو
از جمله فارغ‌التحصیلان برجسته دانشگاه تورنتو می‌توان به سه فرماندار کل کانادا، چهار نخست‌وزیر کانادا، سه رهبر خارجی و چهارده قضات دیوان عالی کشور و نویسندگانی مانند مایکل اونداجی و مارگارت آتوود اشاره کرد. از مارس ۲۰۱۹، یازده نفر برنده جایزه نوبل، پنج برنده جایزه تورینگ، ۹۴ محقق رودز و یک مدال‌آور فیلدز وابسته به دانشگاه تورنتو هستند.
| نام            | جایزه                  | سال  |
| فردریک بنتینگ  | نوبل فیزیولوژی و پزشکی | ۱۹۲۳ |
| جان مکلید      | نوبل فیزیولوژی و پزشکی | ۱۹۲۳ |
| ویلیام فاکنر   | نوبل ادبیات            | ۱۹۴۹ |
| لستر بی پیرسون | صلح نوبل               | ۱۹۵۷ |
| آرتور لئونارد  | نوبل فیزیک             | ۱۹۸۱ |
| جان پولانی     | نوبل شیمی              | ۱۹۸۶ |
| برترام بروکهوس | نوبل فیزیک             | ۱۹۹۴ |
| والتر کان      | نوبل شیمی              | ۱۹۹۸ |
| جیمز اوربینسکی | صلح نوبل               | ۱۹۹۹ |
| اولیور اسمیتیز | نوبل فیزیولوژی و پزشکی | ۲۰۰۷ |
| جفری هینتون    | نوبل فیزیک             | ۲۰۲۴ |

در سال ۲۰۰۶، استادان دانشگاه تورنتو ۱۵ نفر از ۲۳ عضو کانادایی آکادمی هنر و علوم آمریکا و ۲۰ نفر از ۷۲ کانادایی را در انجمن پیشرفت علوم آمریکا تشکیل دادند. در بین افتخارات کانادا بین سال‌های ۱۹۸۰ تا ۲۰۰۶، هیئت‌علمی دانشگاه تورنتو ۱۱ تا از ۲۱ برنده جایزه بین‌المللی، ۱۶ نفر از ۳۸ عضو انجمن سلطنتی، ۱۰ نفر از ۲۸ عضو آکادمی‌های ملی علوم ایالات متحده و ۲۳ نفر از ۷۷ اعضای پژوهشی اسلوان را تشکیل دادند.

فارغ التحصیلان دانشگاه تورنتو، نقش‌های مهمی در طیف گسترده‌ای از زمینه‌ها به دست آورده‌اند. در کانادا، ژنرال وینسنت مسی و آدرین کلارکسون، نخست وزیران ویلیام لیون مکنزی، آرتور میین، لس‌تر بی. پیرسون و پل مارتین و چهارده قاضی دادگاه عالی از دانشگاه تورنتو فارغ‌التحصیل شده‌اند. همچنین، رهبران جهان شامل رئیس‌جمهور لتونی؛ وایرا ویکه-فریبرگا، نخست‌وزیر تایوان؛ لیو چائو شیوون و رئیس‌جمهور ترینیداد و توباگو؛ نور حسنعلی همگی فارغ‌التحصیل دانشگاه تورنتو بودند. اقتصاددان جان کنت گالبریت، دانشمند علوم سیاسی دیوید استون، مورخ مارگارت مک میلان، فیلسوفان دیوید گوتیر و تد هاندریچ، انسان‌شناس معروف دیویدسون بلک، فعال اجتماعی الن پینس، جامعه‌شناس اروینگ گافمن، روانشناسان لیسا فلدمن برت، اندل تولوینگ، و دنیل شکتر، پزشکان نورمن بتون و چارلز، زمین‌شناسان جوزف تییرل و جان توزو ویلسون، ریاضیدانان ایرینگ کاپلانسکی و ویلیام کاهان، فیزیکدانان آرتور لئونارد شاولو و برترام بروکهاوس، مهندس جرالد بول، دانشمند علوم کامپیوتر آلفرد آهو، و فضانوردان روبرتا باندار و جولی پایت از مشهورترین فارغ‌التحصیلان دانشگاه تورنتو هستند.

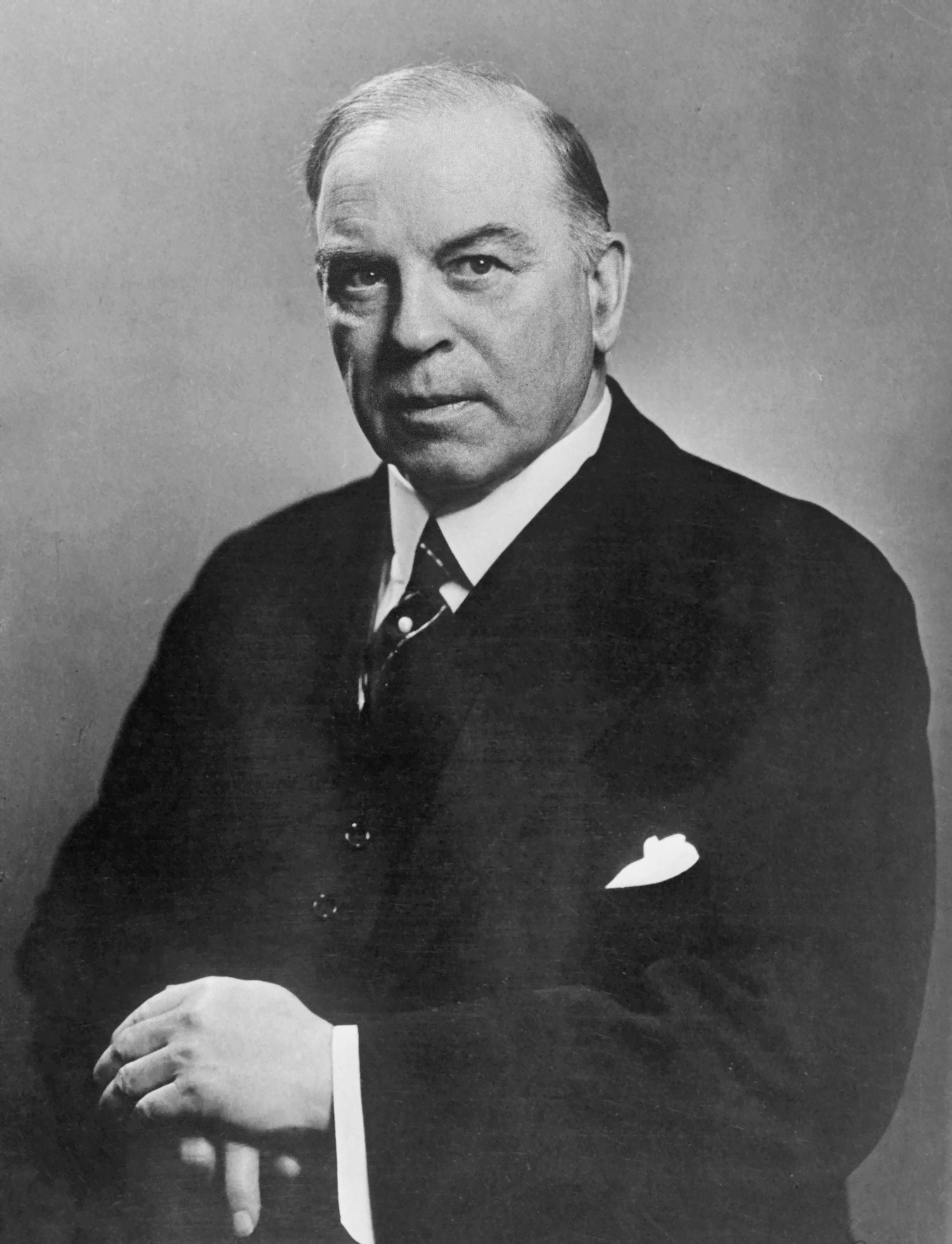
ویلیام لیون مکنزی کینگ، نخست وزیر کانادا در سالهای ۱۹۲۱ تا ۱۹۳۰ و ۱۹۳۵ تا ۱۹۴۸.
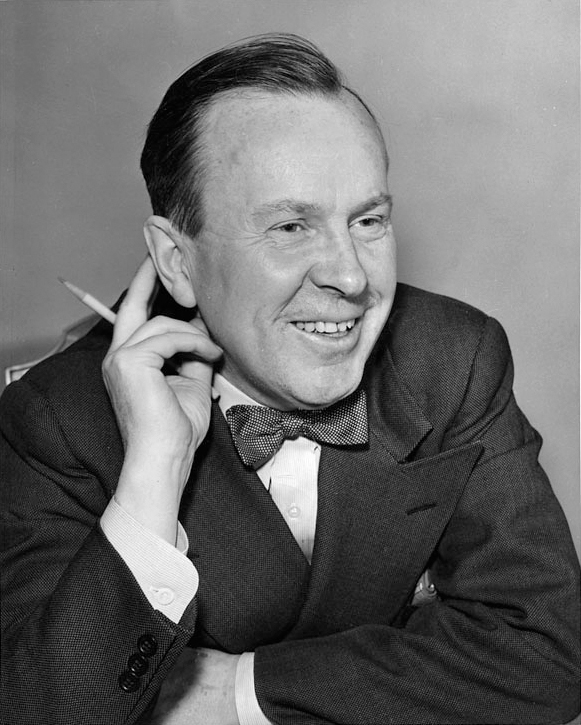
لستر بی پیرسون، نخست‌وزیر  کانادا از ۱۹۶۳ تا ۱۹۶۸ و برنده جایزه صلح نوبل در ۱۹۵۷
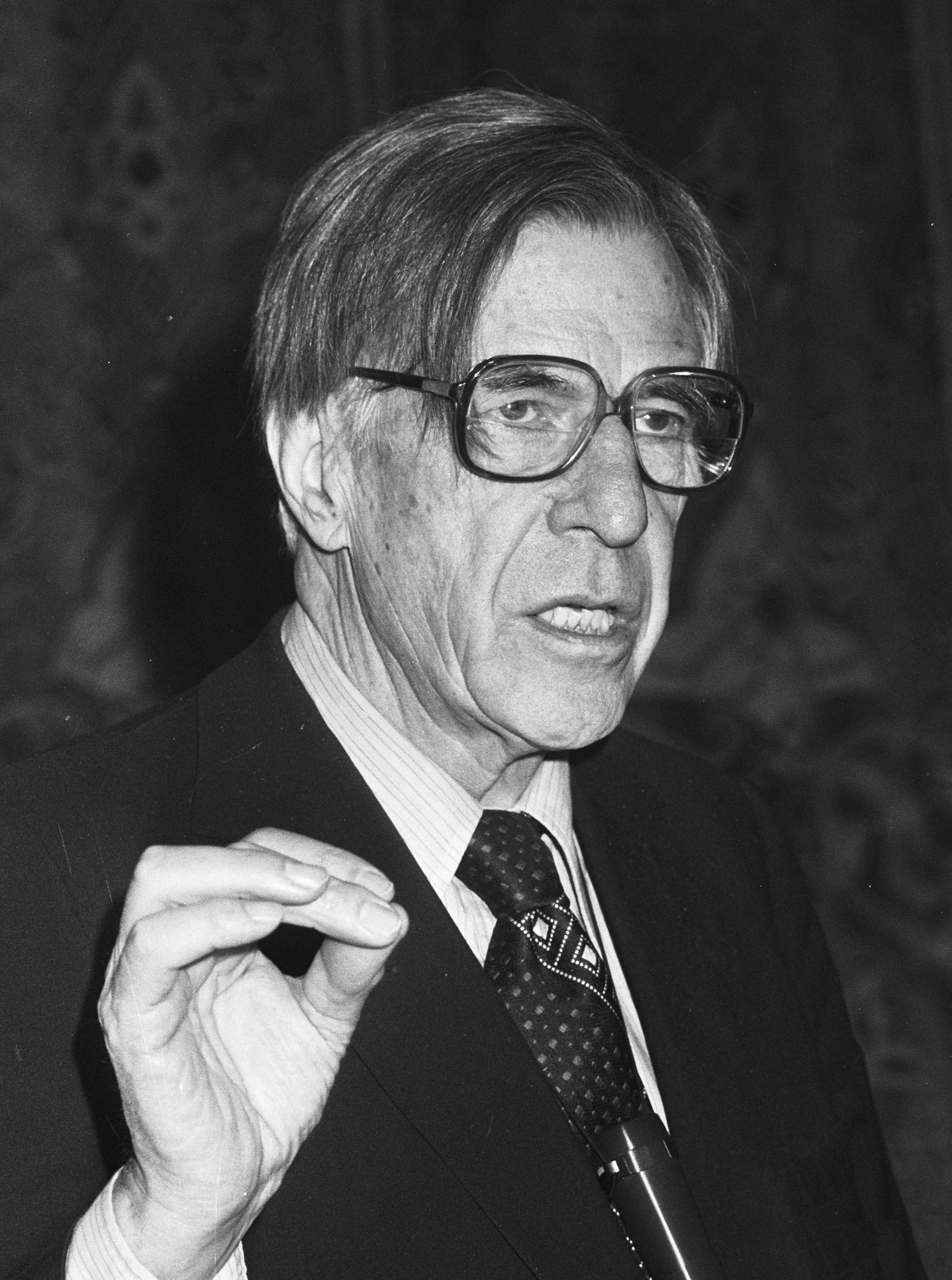
جان کنت گالبرایت،  اقتصاددان، سیاست‌مدار و دیپلمات آمریکایی-کانادایی
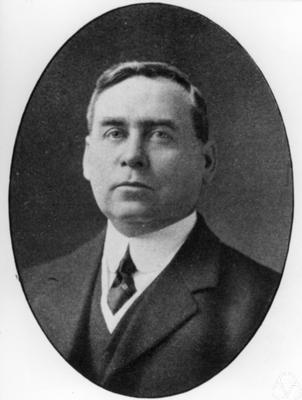
جان چارلز فیلدز، دانشمند در زمینهٔ  ریاضیات و بنیان‌گذار  مدال فیلدز در ریاضیات.
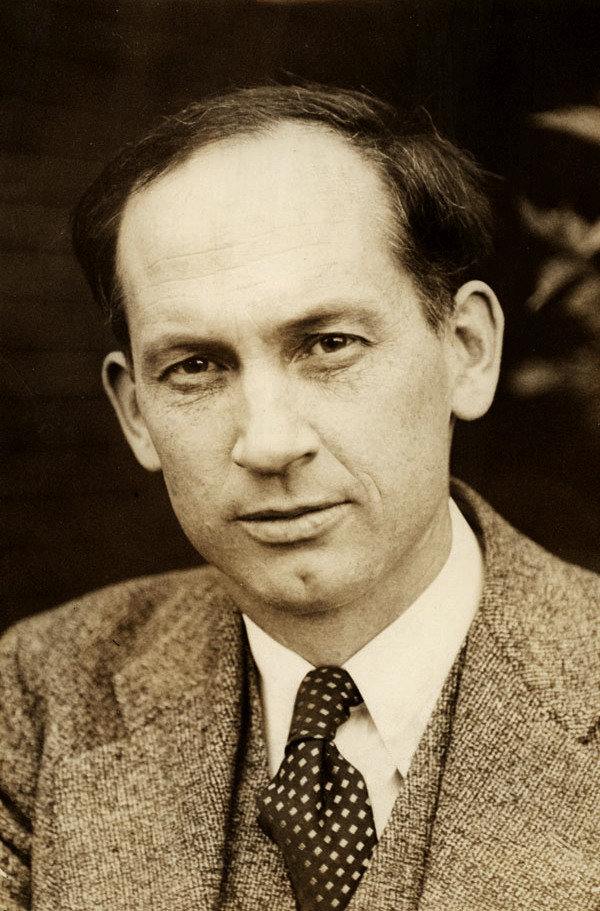
هارولد اینیس، اقتصاددان و شناخته شده به خاطر نظریات در حوزه تکنولوژی‌های رسانه‌ای.
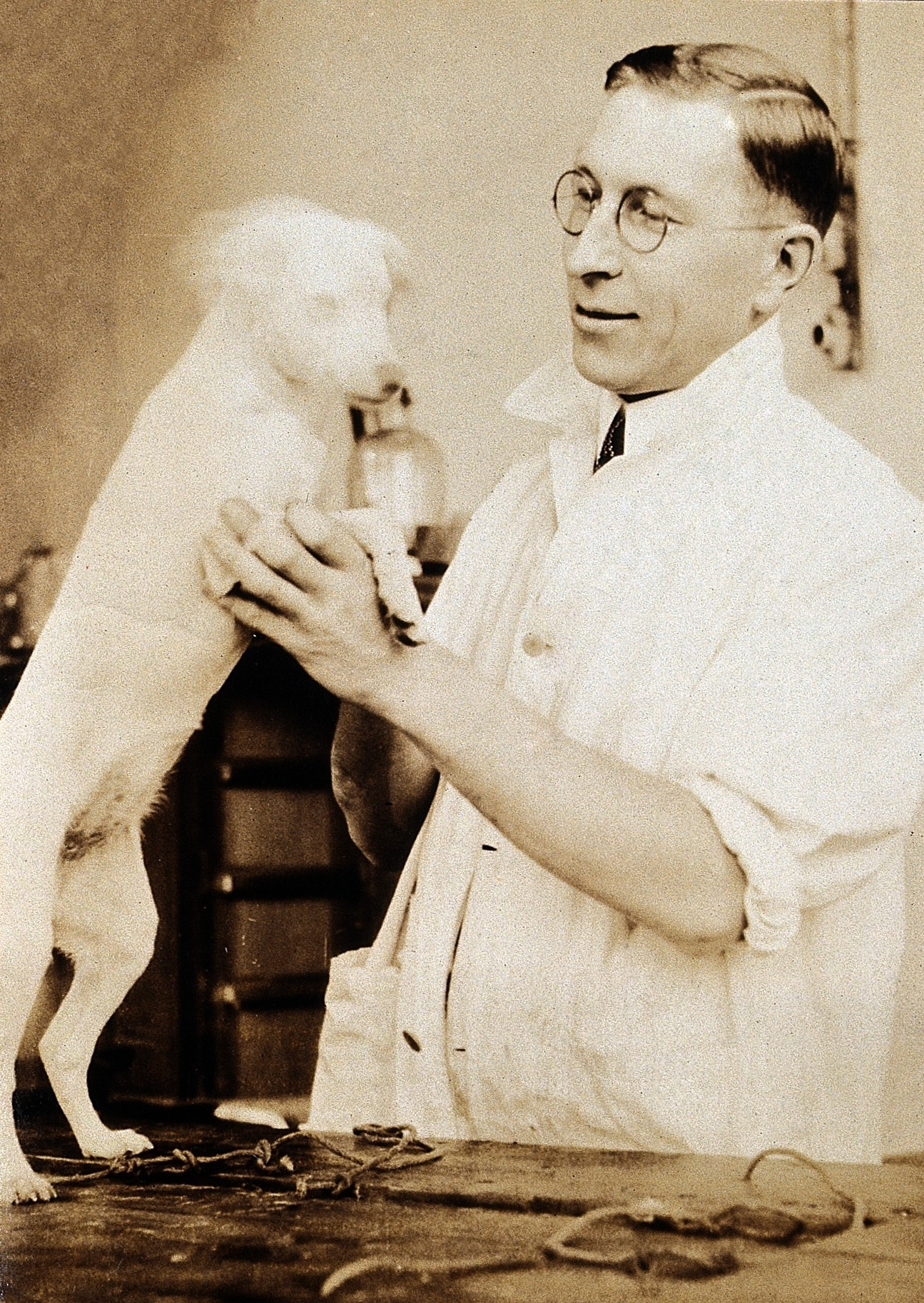
فردریک بنتینگ، پزشک، کاشف انسولین و برنده جایزه نوبل فیزیولوژی و پزشکی.
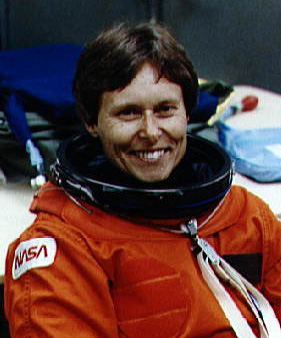
روبرتا بوندار،  فضانورد اهل کشور کانادا و حضور در مأموریت اس‌تی‌اس-۴۲
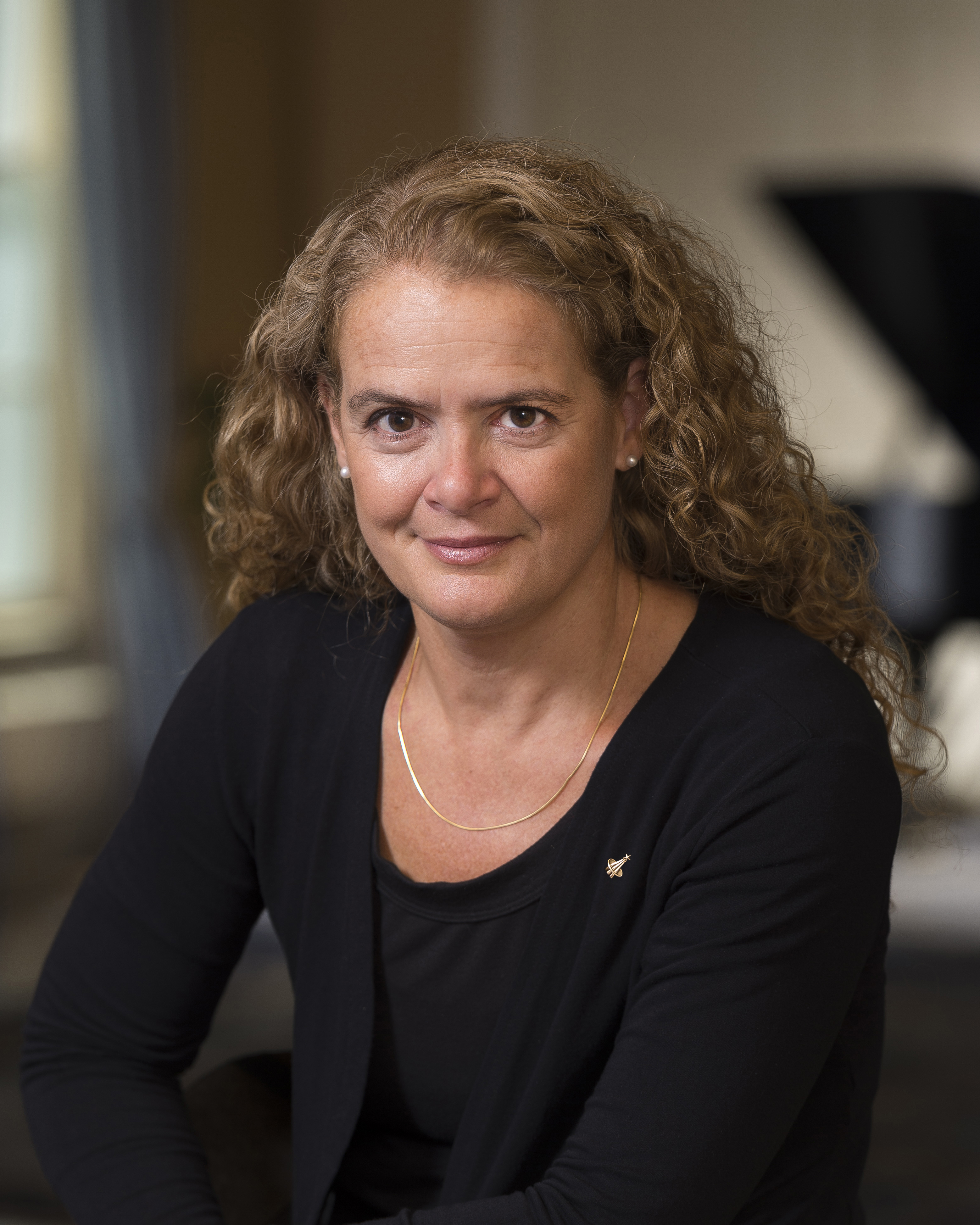
جولی پایت، حضور در مأموریت اس‌تی‌اس-۹۶ و اس‌تی‌اس-۱۲۷ و فرماندار کل کانادا از ۲۰۱۷ تا ۲۰۲۱.
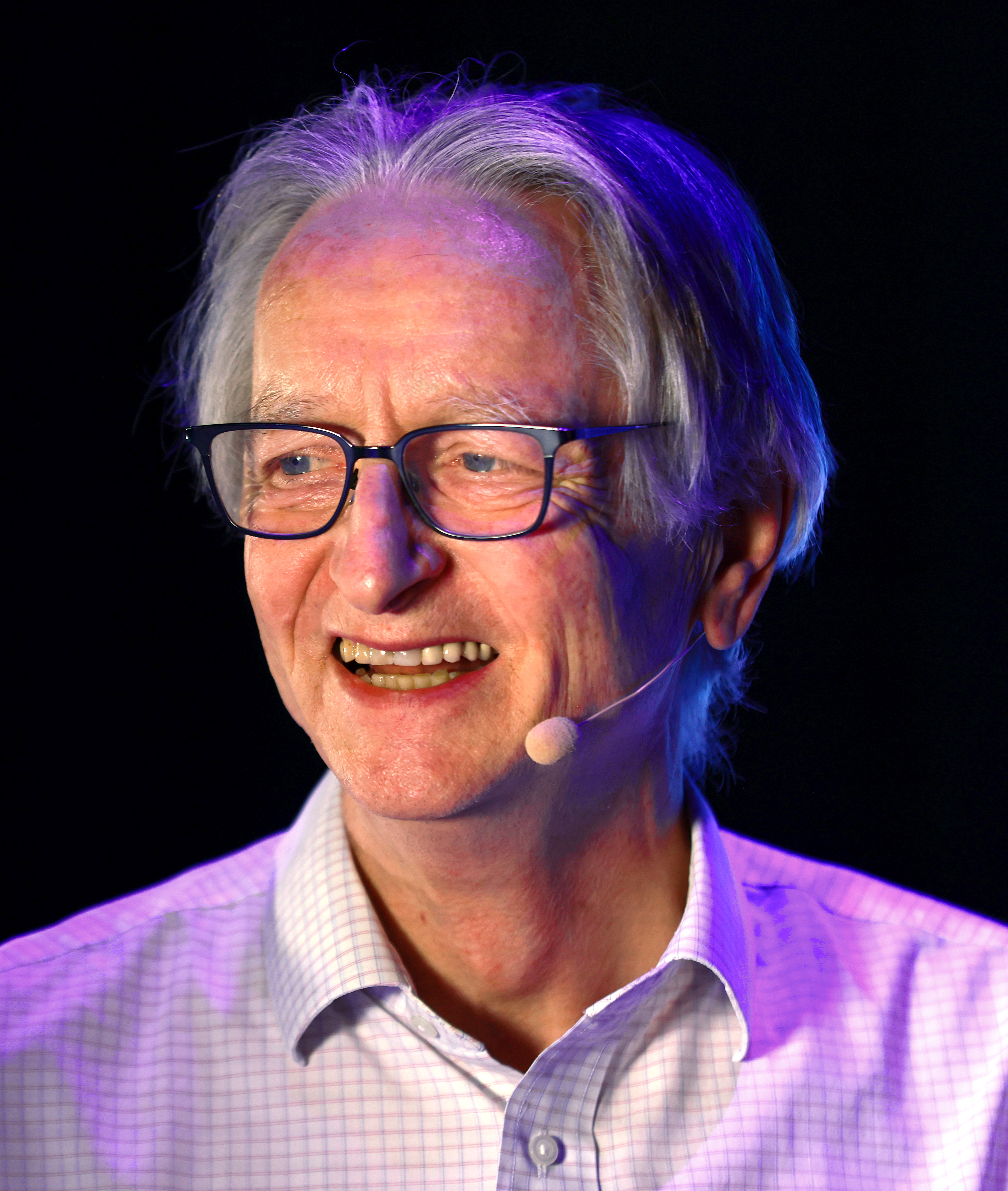
جفری هینتون برنده جایزه نوبل فیزیک سال ۲۰۲۴ ملقب به «پدرخوانده هوش مصنوعی»

## اکتشافات و تحقیقات
دانشگاه تورنتو دارای تحقیقات و اکتشافات برجسته‌ای در زمینه پزشکی می‌باشد که مهم‌ترین آنها شامل موارد زیر است:
| اکتشاف                    | سال اکتشاف |
| ------------------------- | ---------- |
| کشف انسولین               | ۱۹۲۱       |
| کشف سلول بنیادی           | ۱۹۶۳       |
| شناسایی سلول بنیادی سرطان | ۱۹۹۷       |

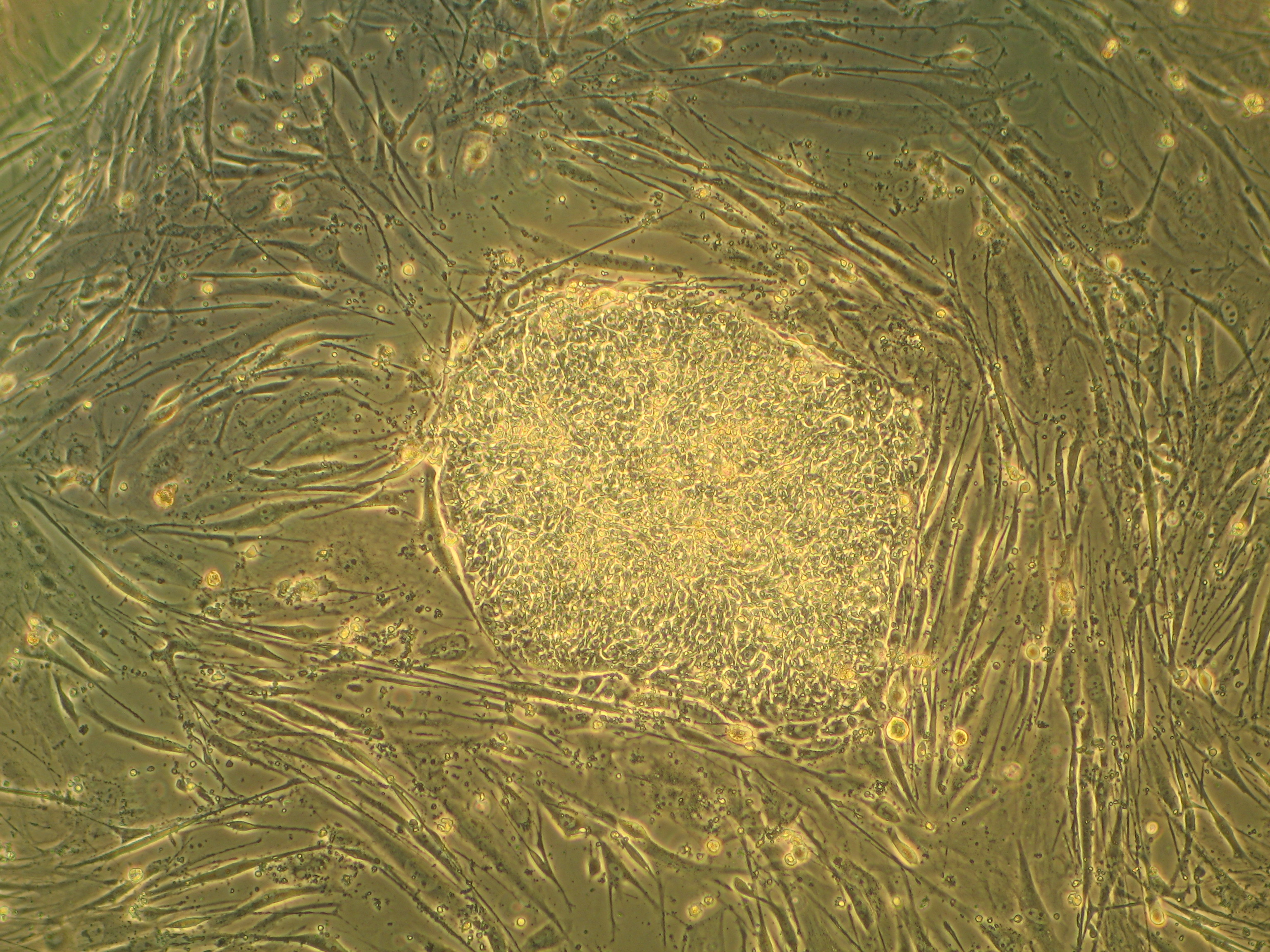
کشف سلولهای بنیادی توسط McCulloch و Till

| اولین پیوند ریه تکی موفق  | ۱۹۸۱       |

کشف انسولین در دانشگاه تورنتو در سال ۱۹۲۱ به عنوان مهم‌ترین رویداد تاریخ پزشکی در نظر گرفته می‌شود. همچنین، سلول بنیادی در سال ۱۹۶۳ در دانشگاه تورنتو کشف شد و اساس پیوند مغز استخوان و تمام تحقیقات بعدی در سلول‌های بنیادی جنینی و بالغ را تشکیل داد. از اولین مورد از یافته‌های مربوط به سلول‌های بنیادی در تورنتو، شناسایی سلول‌های بنیادی پانکراس و شبکیه است. 

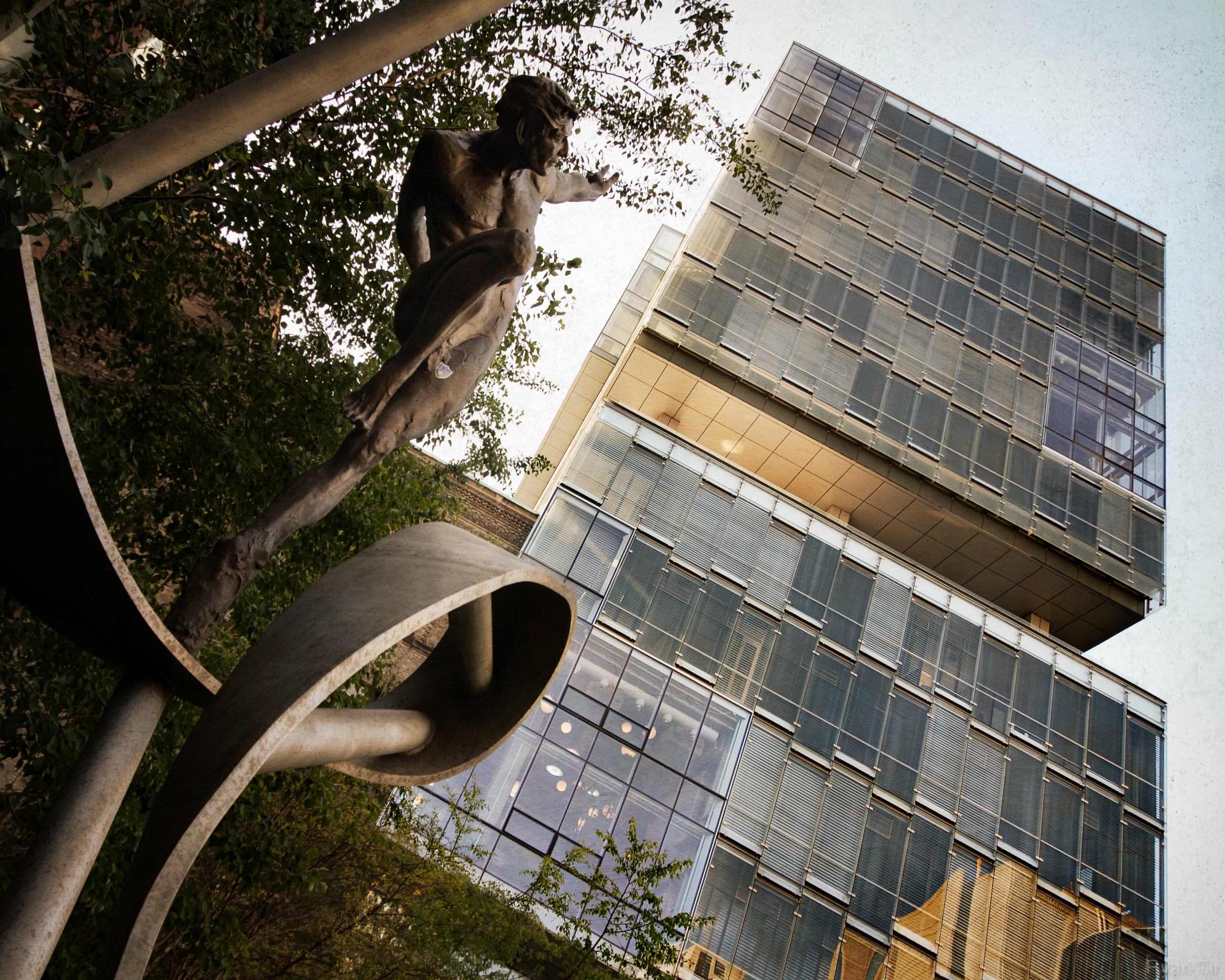
مرکز دونلی (Donnelly Center)، یکی از بزرگ‌ترین مراکز تحقیقات بیوتکنولوژی در جهان

سلول بنیادی سرطان اولین بار در سال ۱۹۹۷ توسط پژوهشگران تورنتو شناسایی شد که از آن زمان سلول‌های بنیادی شرکت کننده در سرطان خون، تومور مغزی و سرطان روده بزرگ پیدا کرده‌اند. اختراعات پزشکی که در تورنتو توسعه یافتند عبارتند از: شاخص قند خون، خوراک نوزاد، استفاده از کاهش دمای بدن محافظ شده در جراحی قلب باز و اولین ضربان قلب مصنوعی. 
 اولین پیوند ریه تکی موفق در تورنتو در سال ۱۹۸۱ انجام شد و پس از آن اولین پیوند عصبی در سال ۱۹۸۸، و اولین پیوند دو ریه در سال ۱۹۸۹، انجام شد. محققان عامل رشد بلوغ را شناسایی کرده‌اند که تقسیم سلول را تنظیم می‌کند و گیرنده سلول T را کشف کرده‌اند که واکنش‌های سیستم ایمنی را تحریک می‌کند. این دانشگاه با ایزوله کردن ژن‌ها که منجر به کم‌خونی فانکونی، فیبروز کیستی و بیماری آلزایمر زودرس در میان بیماری‌های متعدد دیگر شد اعتبار دارد. این دانشگاه بین سال‌های ۱۹۱۴ و ۱۹۷۲ دانشکده تحقیقات پزشکی کانتکت را اداره می‌کرد که اکنون بخشی از شرکت داروسازی سانوفی-اَونتیس می‌باشد. در میان تحقیقاتی که در آزمایشگاه انجام شد، الکتروفورز ژل بود.
اولین میکروسکوپ الکترونی در سال ۱۹۳۸ توسط بخش فیزیک ساخته شد. در طول جنگ جهانی دوم، این دانشگاه لباس ضد شتاب (به انگلیسی: G-Suit) را توسعه داد، لباسی که توسط خلبانان هواپیماهای جنگنده متفقین پوشیده می‌شده و بعدها توسط فضانوردان به کار برده شد. همچنین این دانشگاه با توسعه تکنیک نور افشانی شیمیایی مادون‌قرمز، تجزیه و تحلیل رفتار انرژی در واکنش‌های شیمیایی را بهبود بخشید. در سال ۱۹۶۳، سیارک ۲۱۰۴ تورنتو در رصدخانه دیوید ای‌هایم در ریچموند هیل کشف شد هم نام دانشگاه شد. در سال ۱۹۷۲، مطالعات بر روی ماکیان ایکس یک به انتشار اولین مدرک مشاهداتی که وجود سیاه چاله را اثبات کرد منجر شد. اختر شناسان تورنتو همچنین قمر اورانوس و Sycorax، کهکشان‌های کوتوله آنرومد I , II و III، و ابرنواختر SN 1987A را کشف کرده‌اند.

## مکتب تورنتو
دانشگاه تورنتو زادگاه یک مکتب تأثیرگذار درزمینهٔ تئوری ارتباطات و نقد ادبی است که به مکتب تورنتو معروف است. این مکتب به‌عنوان «تئوری تقدم ارتباطات در ساختن فرهنگ‌های بشری و ساختار ذهن انسان» توصیف‌شده‌است، این مکتب ریشه در آثار اریک ا هاولوک و هارولد اینیس و بخشی از آثار ادموند اسنو دارد. از سال ۱۹۶۳، برنامه فرهنگ و فناوری مک لوهان در دانشکده اطلاعات وظیفه تدریس و پیشبرد مکتب تورنتو را بر عهده داشته‌است.
چندین اثر قابل‌توجه در هنر و علوم انسانی در این دانشگاه مستقر است، ازجمله فرهنگ لغت زندگینامه کانادا از سال ۱۹۵۹ و آثار مونتاژ شده اراسموس از سال ۱۹۶۹ را نیز شامل می‌شود. درحالی‌که شواهد مستند باقیمانده از هنرهای نمایشی را در انگلیس قبل از پوریتن، جمع‌آوری و ویرایش می‌کند، علاوه بر این فرهنگ لغت انگلیسی قدیمی، واژگان اولیه زبان انگلیسی را از دوره آنگلوساکسون گردآوری می‌کند.

## دانشکده‌ها
دانشگاه تورنتو دارای حدود ۷۰۰ رشته تحصیلی می‌باشد مانند: علوم انسانی، علوم اجتماعی، علوم زیست، علوم ریاضی و فیزیک، مدیریت و بازرگانی، علوم کامپیوتر، مهندسی، حرکت‌شناسی، تربیت بدنی، موسیقی و معماری. این دانشگاه همچنین دوره‌های دوم تخصصی را در رشته‌های آموزش، پرستاری، دندانپزشکی، داروسازی، حقوق و پزشکی را ارائه می‌نماید. دانشکده‌های این دانشگاه عبارت اند از:
- دانشکده هنر و علوم
- دانشکده علوم کاربردی و مهندسی
- دانشکده معماری، منظر و طراحی
- دانشکده موسیقی
- دانشکده جنگلداری
- دانشکده اطلاعات
- دانشکده پزشکی
- دانشکده پرستاری
- دانشکده داروسازی
- دانشکده دندانپزشکی
- دانشکده علوم حرکتی و تربیت بدنی
- دانشکده سلامت عمومی دالا لانا (به انگلیسی: Dalla Lana)
- دانشکده حقوق
- دانشکده مدیریت راتمن (به انگلیسی: Rotman)
- مدرسه سیاست عمومی
- مؤسسه اونتاریو برای مطالعات آموزشی
- دانشکده کار اجتماعی
- دانشکده الهیات
- مرکز تحقیقاتی هوش مصنوعی در پزشکی (به انگلیسی: T-CAIREM)

## ریاست دانشگاه
رئیس فعلی دانشگاه تورنتو مریک گرتلر (به انگلیسی: Meric Gertler) استاد و محقق، دارای مدرک دکترا در رشتهٔ برنامه‌ریزی شهری (به انگلیسی: Urban Planning) از دانشگاه هاروارد است و از سال ۲۰۱۳ ریاست این دانشگاه را به عهده گرفته‌است.

## کتابخانه و مجموعه‌ها
کتابخانه‌های دانشگاه تورنتو حائز سومین رتبه در بین کتابخانه‌های دانشگاهی در آمریکای شمالی بعد از دانشگاه‌های هاروارد و ییل است، که بر اساس تعداد، تنوع و گستردگی مجلات و کتابها، رتبه‌بندی می‌شوند. مجموعه‌های آن شامل بیش از ۱۲ میلیون کتاب چاپ‌شده، ۱٫۹ میلیون کتاب دیجیتال، بیش از ۱۶۰٬۰۰۰ عنوان ژورنال و نزدیک به ۳۰٬۰۰۰ متر مواد بایگانی‌شده‌است. بزرگ‌ترین کتابخانه، کتابخانه روبارتس (به انگلیسی: Robarts)، دارای ۴ میلیون و ۵۰۰ هزار منبع چاپی، ۴ میلیون و ۱۰۰ هزار میکروفورم و همچنین بیش از ۷۰۰ هزار منبع دیگرگونه است که مجموعه اصلی علوم انسانی و علوم اجتماعی را تشکیل می‌دهد. کتابخانه کتاب توماس فیشر یکی از بزرگ‌ترین مخازن کتاب‌ها و نسخه‌های نادر در دسترس عموم را تشکیل می‌دهد. ساختمان کتابخانه روبارتس یکی از شناخته‌شده‌ترین نمونه‌های معماری بروتالیستی در آمریکای شمالی است. ساختمان کتابخانه اثر دانفورس توان است. این ساختمان از طرح مثلث یاری بسیار گرفته‌است و به همراه بنای کتابخانه کتابهای کم‌یاب توماس فیشر و همچنین ساختمان کلود بیسل که دانشکده اطلاعات را در خود جای داده یک مجموعه سه‌گانه را تشکیل می‌دهد. به بنای کتابخانه روبارتس به خاطر سبک ویژه معماری‌اش لقب دژ کتاب داده‌اند.

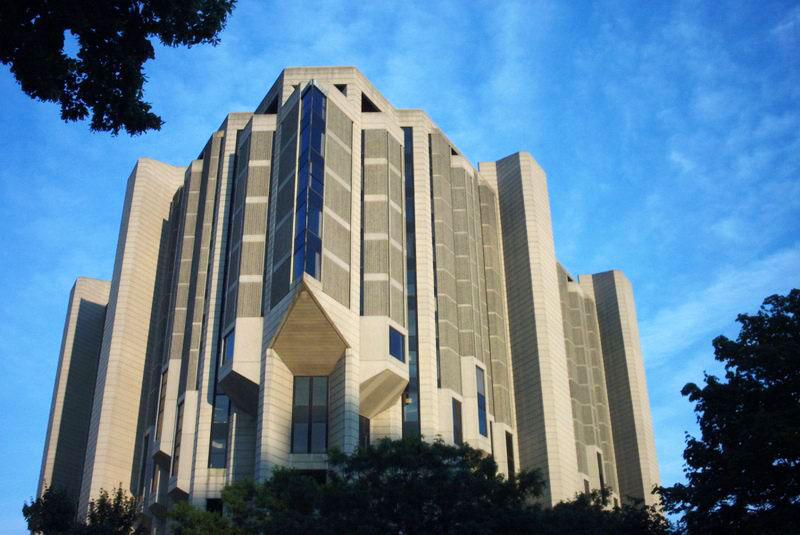
کتابخانه روبارتس

مجموعه‌های آن از Papyri مصر باستان گرفته تا incunabula و libretti است؛ موضوعات موردتوجه شامل ادبیات انگلیس، غرب و کانادا، ارسطو، داروین، جنگ داخلی اسپانیا، تاریخ علم و پزشکی، کانادینا و تاریخ کتاب است. کتابخانه چنگ یو تونگ شرق آسیا دارای مجموعه‌ای نادر ۴۰۰۰۰ جلدی چینی از سلسله آهنگ (۹۶۰–۱۲۷۹) گرفته تا سلسله پادشاهی (۱۶۴۴–۱۹۱۱) است. کتابخانه ریچارد چارلز لی کانادا و هنگ‌کنگ دارای بزرگ‌ترین مجموعه تحقیقاتی برای مطالعات هنگ‌کنگ و کانادا-هنگ‌کنگ در خارج از هنگ‌کنگ است. علاوه بر این بقیه مجموعه‌های کتابخانه در کتابخانه‌های دانشکده‌ها پراکنده‌شده‌اند. این دانشگاه از سال ۲۰۰۵ با بایگانی اینترنت همکاری کرده‌است تا برخی از کتابخانه‌های خود را دیجیتالی کند.
مرکز هنر دانشگاه تورنتو دارای سه مجموعه هنری عمده است. مجموعه Malcove در درجه اول به وسیله مجسمه‌های باستانی مسیحی و بیزانسی، برنزی، اثاثیه، شمایل و وسایل عبادت نمایش داده می‌شود. همچنین شامل تسکین دهنده‌های شیشه‌ای و سنگی از دوره گرکو – رومی و نقاشی آدام و حوا توسط لوکاس کراناخ نقاش از سال ۱۵۳۸ است. مجموعه هنری دانشگاه تورنتو دارای آثار هنری معاصر کانادایی است، در حالی که مجموعه هنری دانشکده، آثار قابل‌توجهی را به وسیله گروه هنرمندان منظره هفت و نوزدهم در دست دارد.

## رتبه‌بندی
در رتبه‌بندی دانشگاه‌های جهان توسط مؤسسه شانگهای در سال ۲۰۲۳، این دانشگاه در رتبه ۲۲ جهان و اول کانادا قرار گرفته‌است. در رتبه‌بندی دانشگاهی QS در سال ۲۰۲۳ این دانشگاه در رده ۲۱ جهان و اول کانادا قرار دارد. همچنین در رتبه‌بندی سال ۲۰۲۳ که توسط موسسه تایمز صورت گرفته‌است، دانشگاه تورنتو در رتبه ۱۸ دنیا و اول کانادا قرار گرفته‌است. بر اساس رتبه‌بندی توسط پایگاه یواس نیوز در سال ۲۰۲۲ این دانشگاه رتبه ۱۶ جهان و اول کانادا را از آن خود کرده‌است. در رتبه‌بندی مجله مکلینز (به انگلیسی: Maclean’s) در سال ۲۰۱۹ دانشگاه تورنتو رتبه اول را در میان دانشگاه‌های پزشکی کانادا را نیز کسب کرده‌است.
| پایگاه رتبه‌بندی        | رتبه کشوری | رتبه جهانی |
| QS                     | ۱          | ۲۱         |
| US News                | ۱          | ۱۶         |
| ARWU                   | ۱          | ۲۲         |
| THE                    | ۱          | ۲۱         |
| NTU                    | ۱          | ۴          |
| Graduate Employability | ۱          | ۱۲         |

دانشگاه تورنتو به مدت ۱۱ سال متوالی بین سال‌های ۱۹۹۴ تا ۲۰۰۴ به عنوان دانشگاه برتر پزشکی در مجله مکلینز قرار گرفت. از سال ۲۰۰۹، این سازمان به ۲۲ مؤسسه ملی دیگر پیوست و از دادن اطلاعات به مجلات خودداری کرد. دانشکده‌های مدیریت، مهندسی، علوم کامپیوتر، بایولوژی و روان‌شناسی در سال ۲۰۲۰، توسط مجله مکلینز، به عنوان بهترین دانشکده‌ها در کانادا نامگذاری شد.

## مجلات و روزنامه‌های دانشجویی
ورسیتی (به انگلیسی: The Varsity) یکی از قدیمی‌ترین روزنامه‌های دانشجویی است که از سال ۱۸۸۰ در حال انتشار است. این روزنامه در اصل یک اعلامیه روزانه بود، اما از آن زمان یک فرمت فشرده را اقتباس کرده و در حال حاضر در طول ترم‌های پاییز و زمستان به صورت هفتگی و در تابستان به‌صورت آنلاین منتشر می‌شود. همچنین، هارت هوس ریویو (به انگلیسی: Hart House Review) یک مجله ادبی است که به چاپ نثر، شعر، و هنر تجسمی از نویسندگان و هنرمندان کانادایی در حال ظهور می‌پردازد و یک روزنامه دولتی مستقل است که از سال ۱۹۷۸ منتشر می‌شود.

## ورزش
تیمهای ورزشی ورسیتی بلوز (به انگیسی: Varsity Blues) در رقابتهای لیگ بین‌المللی و بین دانشگاهی در رشته‌های فوتبال گریدیرون، قایقرانی و هاکی روی یخ نشان دانشگاه تورنتو را به دوش می‌کشند. فوتبال آمریکای شمالی ریشه در دانشگاه تورنتو دارد و اولین بازی ضبط شده کالج فوتبال در کالج دانشگاهی تورنتو در اوایل دهه ۱۸۶۰ انجام شد. ورسیتی بلوز اولین مسابقه فوتبال بین دانشگاهی را در سال ۱۸۷۷ مقابل دانشگاه میشیگان انجام داد. از زمان آغاز فصل در سال ۱۸۹۸، تیم بلوز به چهار جام قهرمانی، دو جام حذفی و ۲۵ قهرمانی جام یِیتس، دست یافته‌است. با این حال، تیم فوتبال به دنبال آخرین قهرمانی خود در سال ۱۹۹۳، ضربه محکمی خورده‌است. از سال ۲۰۰۱ تا ۲۰۰۸، بلوز طولانی‌ترین باخت برای ۴۹ بازی پیاپی در تاریخ کانادا را متحمل شد. به دنبال این اتفاق، یک پیروزی در سال ۲۰۰۱ رخ داد که با ۱۸ بار شکست پس از ان مواجه شد. استادیوم ورسیتی از سال ۱۸۹۸ به عنوان زمین بازیهای اصلی فوتبال و برنامه‌های فوتبال خدمت کرده‌است. این مکان همچنین محل برگزاری مسابقات تیراندازی در بازی‌های آمریکایی ۲۰۱۵ بود. 

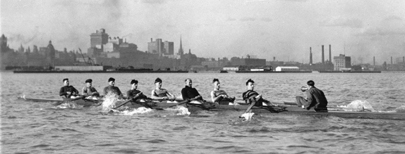
تیم قایقرانی دانشگاه تورنتو در المپیک تابستانی ۱۹۲۴.

گروه هاکی روی یخ مردان که در سال ۱۸۹۱ شکل گرفت، میراث بسیاری را بر روی صحنه‌های ملی، حرفه‌ای و بین‌المللی هاکی باقی گذاشته‌است. کن اسمیث در دوره کارشناسی خود برای بلوز بازی می‌کرد و از سال ۱۹۲۳ تا ۱۹۲۶ مربی بلوز بود. هنگامی که اسمیث در سال ۱۹۲۷ در تورنتو مپل لیفس (به انگلیسی: Maple Leafs) مربیگری را بر عهده گرفت، تیم جدیدش با طرح بلوز آبی و سفید Varsity Blue’s آشنا شد. بلوز در رشته هاکی روی یخ در المپیک زمستانی ۱۹۲۸ رقابت کرد و موفق به کسب مدال طلا شد. در المپیک زمستانی ۱۹۸۰، سرمربی تیم بلوز، تام وات به عنوان کمک مربی تیم هاکی کانادا بود که در آن شش بازیکن به نام Varsity grads بازی می‌کردند. ورزشگاه Varsity، از زمانی که در سال ۱۹۲۶ افتتاح شد، منزلگاه دائمی برنامه‌های هاکی روی یخ بود. در شنا، تیم مردان ۱۶ بار از سال ۱۹۶۴ تاج ملی را بر عهده گرفته‌است، در حالی که تیم زنان ۱۴ بار از سال ۱۹۷۰ مدال طلا را کسب کردهاست. این باشگاه در سال ۱۸۹۷ تأسیس شد. باشگاه قایقرانی تورنتو قدیمی‌ترین باشگاه‌های پاروزنی است. این باشگاه در المپیک تابستانی ۱۹۲۴ موفق به کسب مدال نقره برای این کشور شد.

## خوابگاه دانشجویی
این دانشگاه در حالی که بیش از ۶۶٬۴۰۰ دانشجو دارد، تنها برای دانشجویان سال اول لیسانس، ارائه خوابگاه را تضمین می‌کند. به‌طور سنتی، محله‌های مجاور دانشگاه محل اسکان دانشجویان تحصیلات تکمیلی دانشگاه تورنتو است. یک چهارم منطقه اطراف دانشگاه را دانشجویان تشکیل می‌دهند. همچنین، در سال ۲۰۰۴، دانشگاه یک هتل را خریداری و آن را خوابگاه چست نات (به انگلیسی: Chestnut) نامگذاری کرد.

## نگارخانه

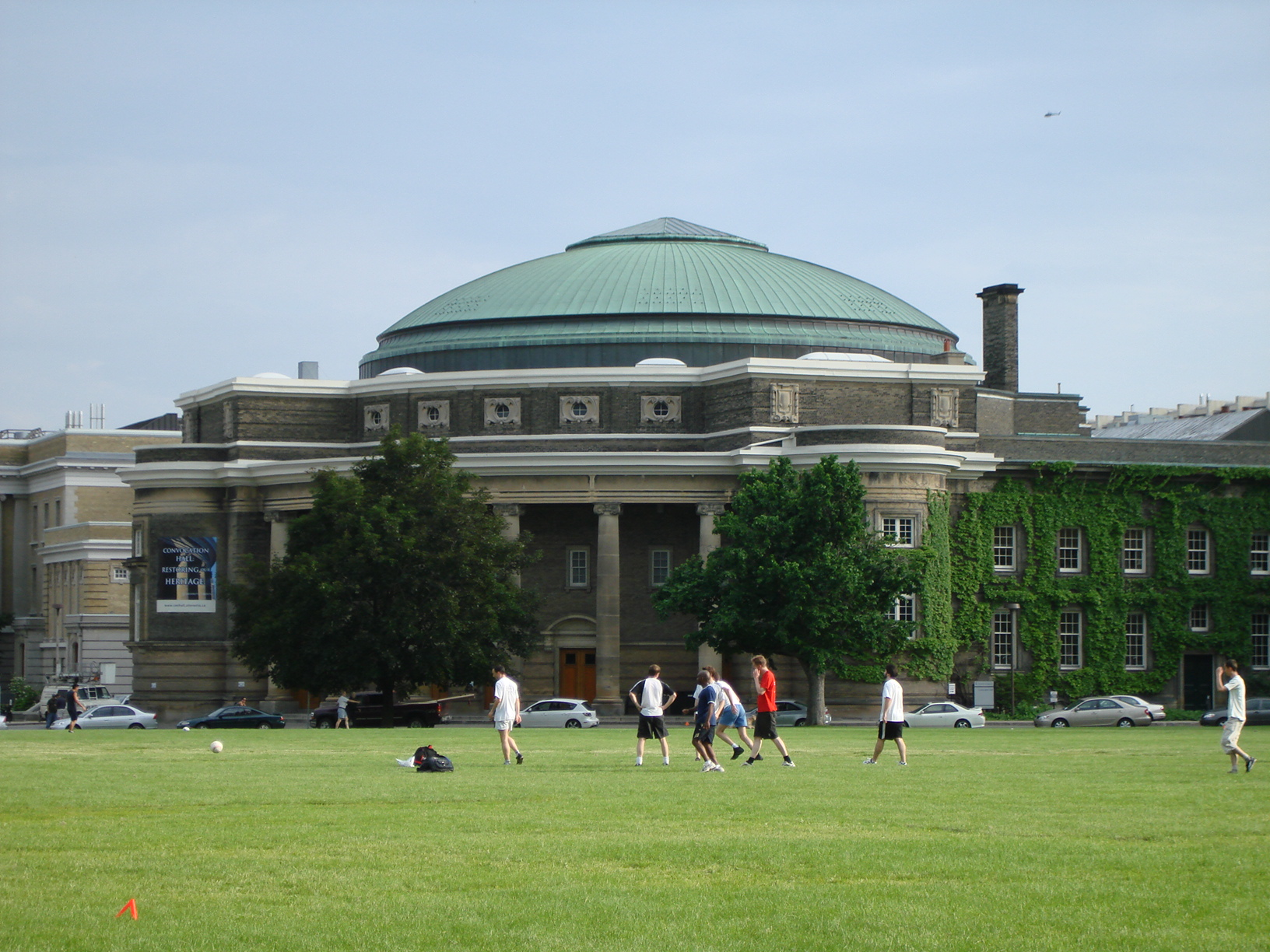
سالن گردهمایی دانشگاه تورنتو
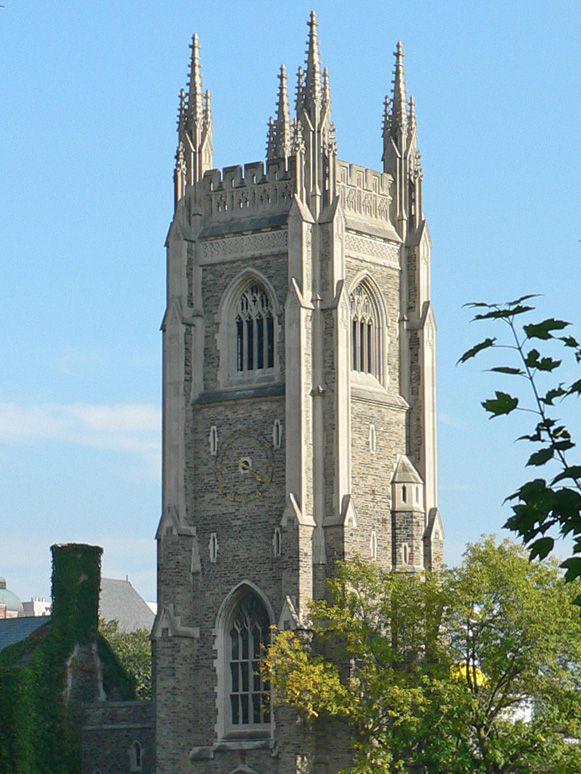
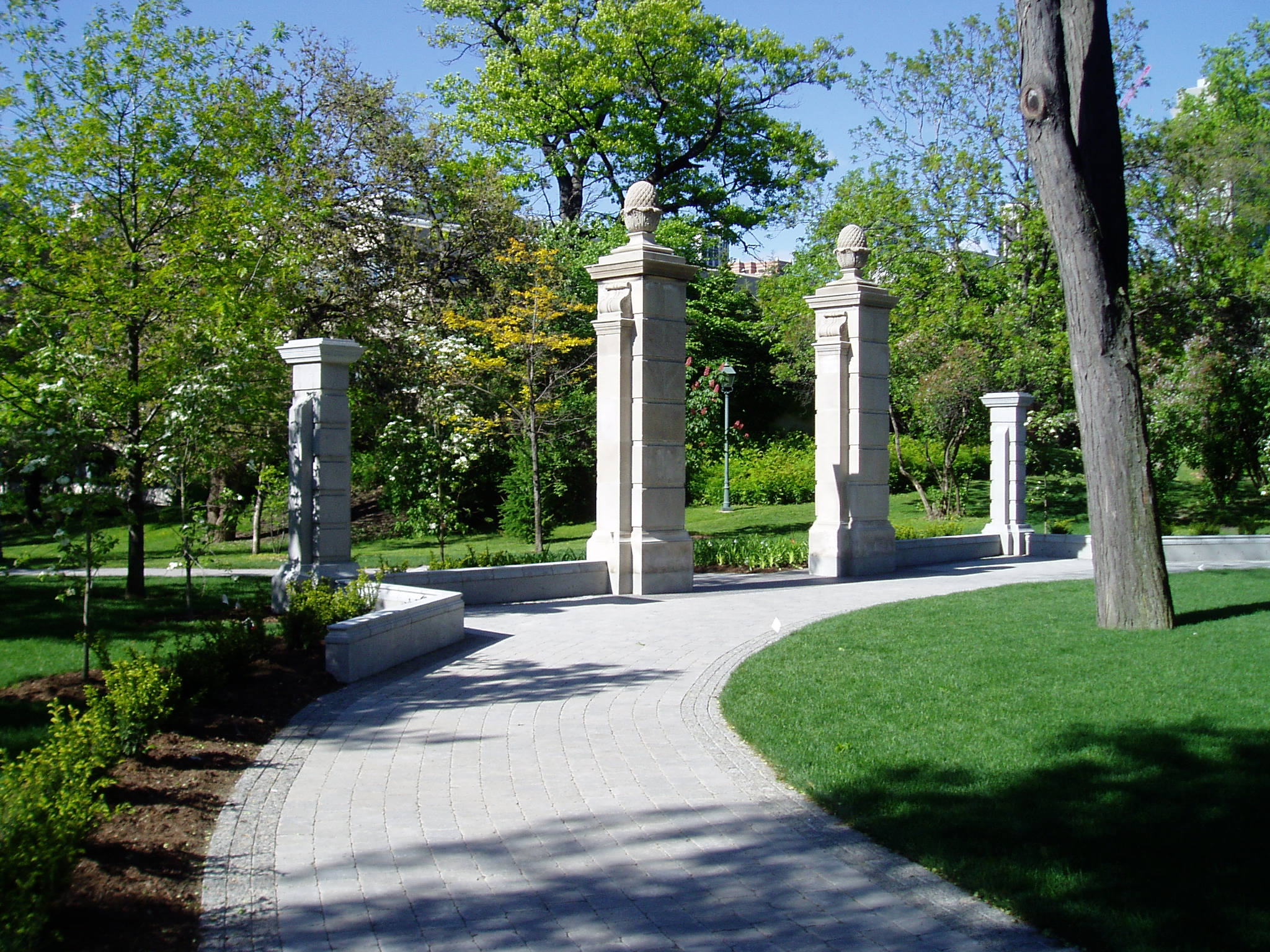
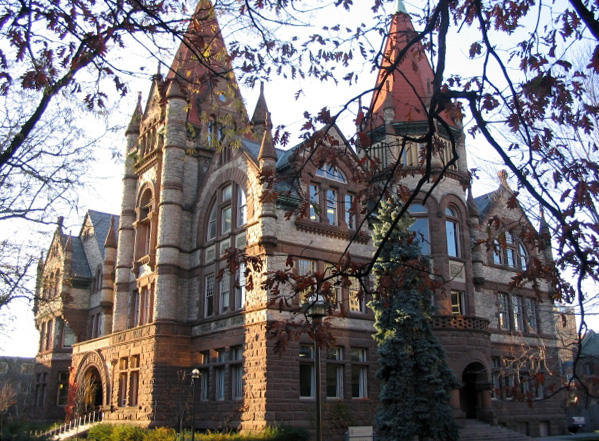
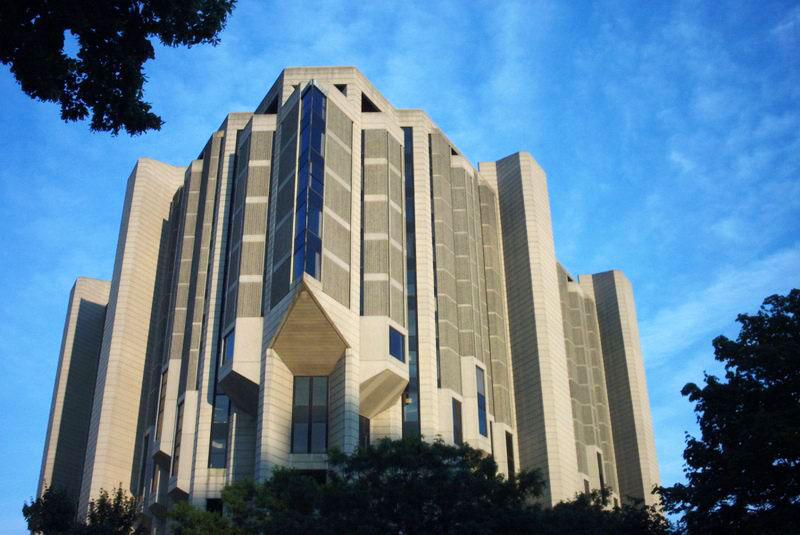
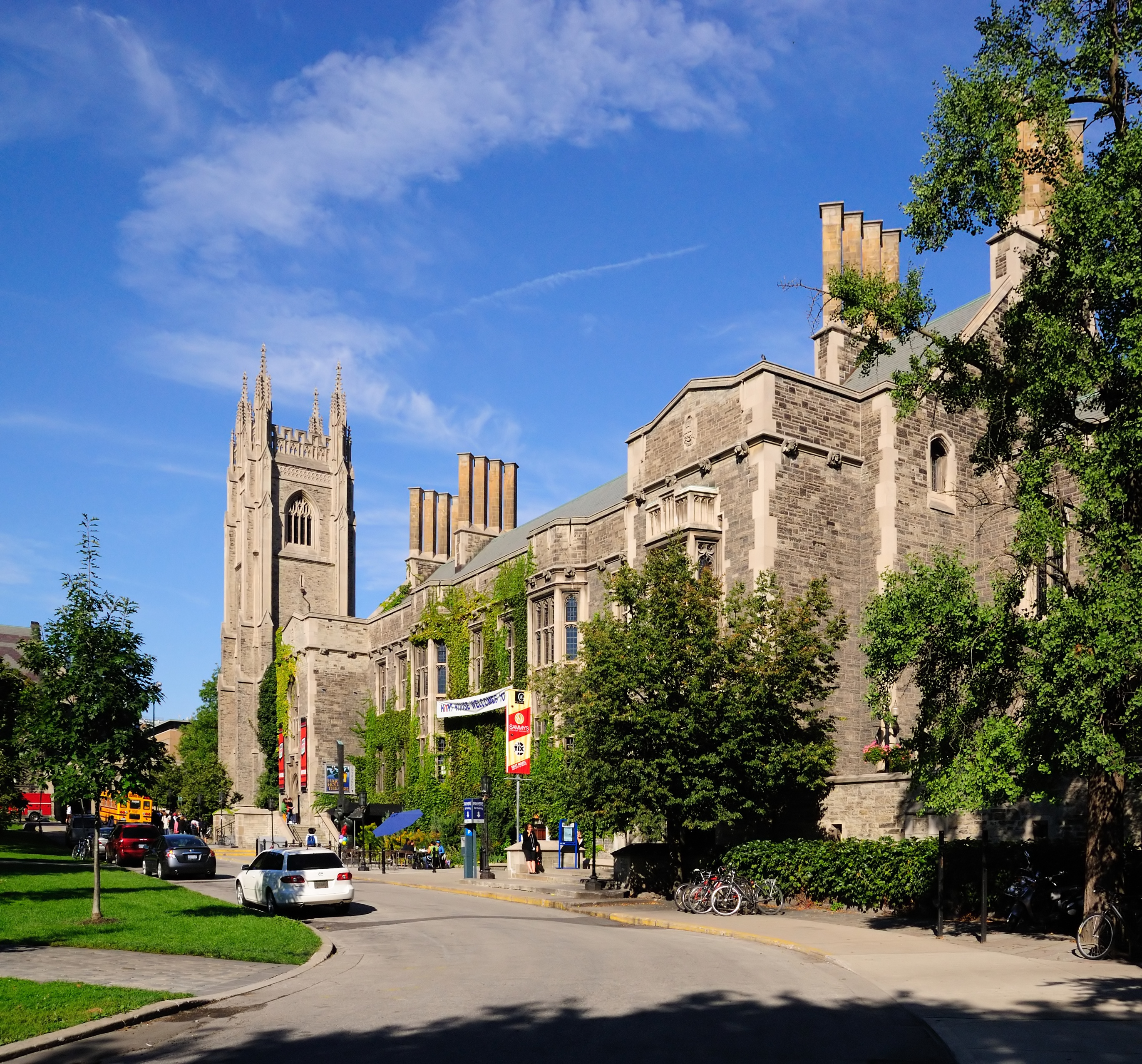
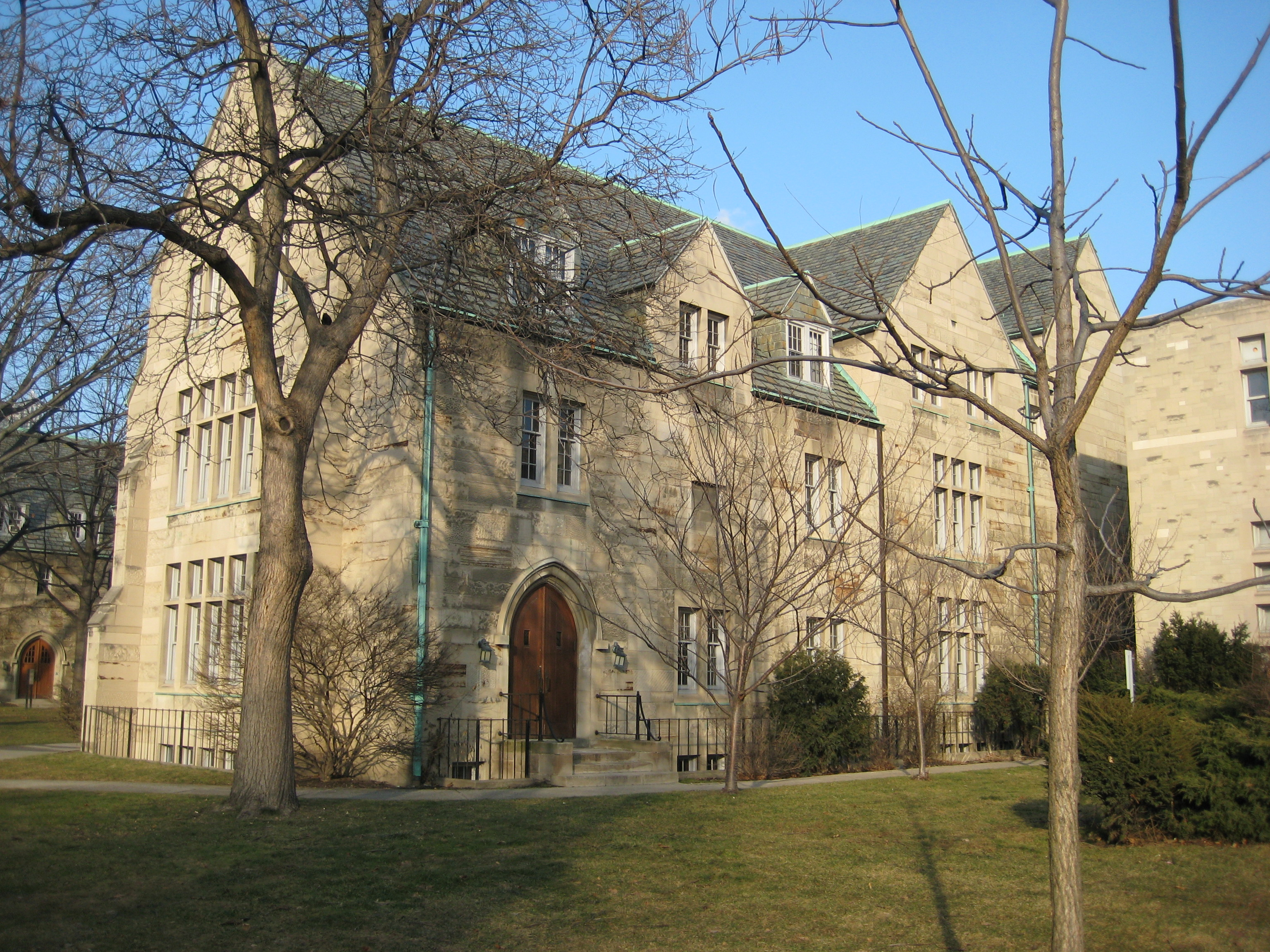
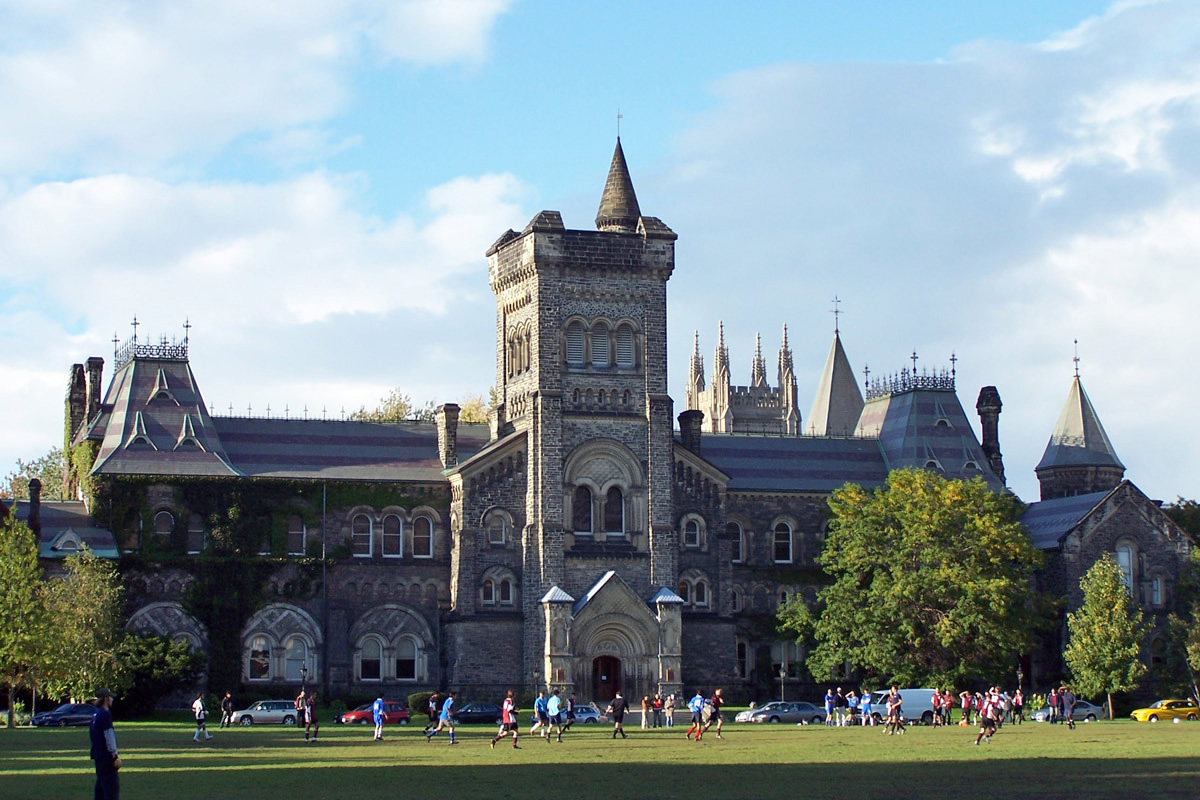
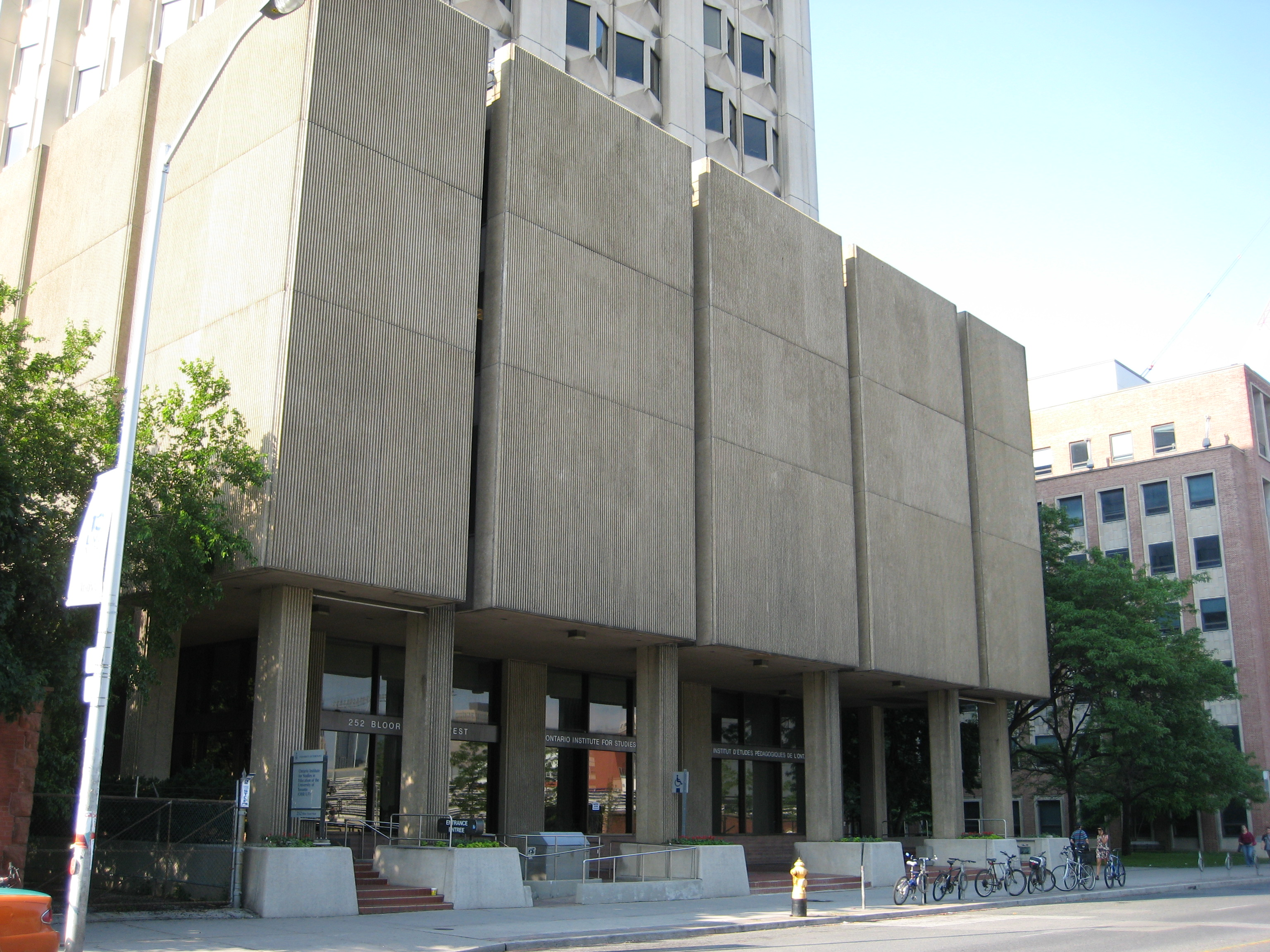
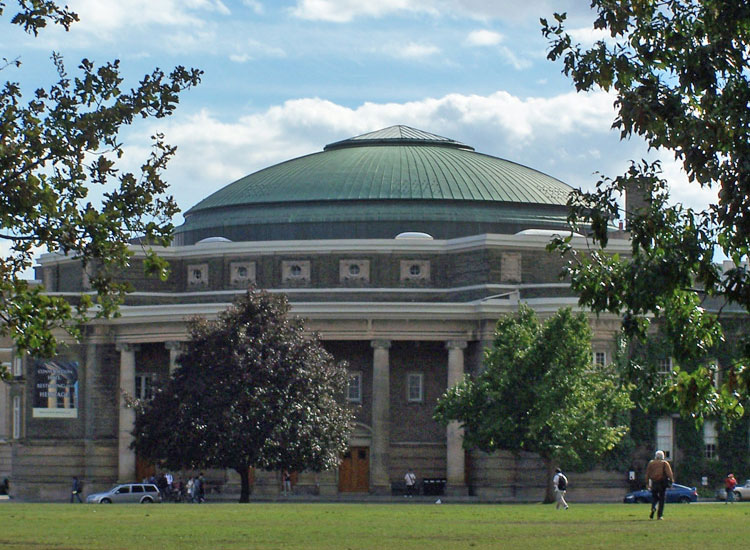
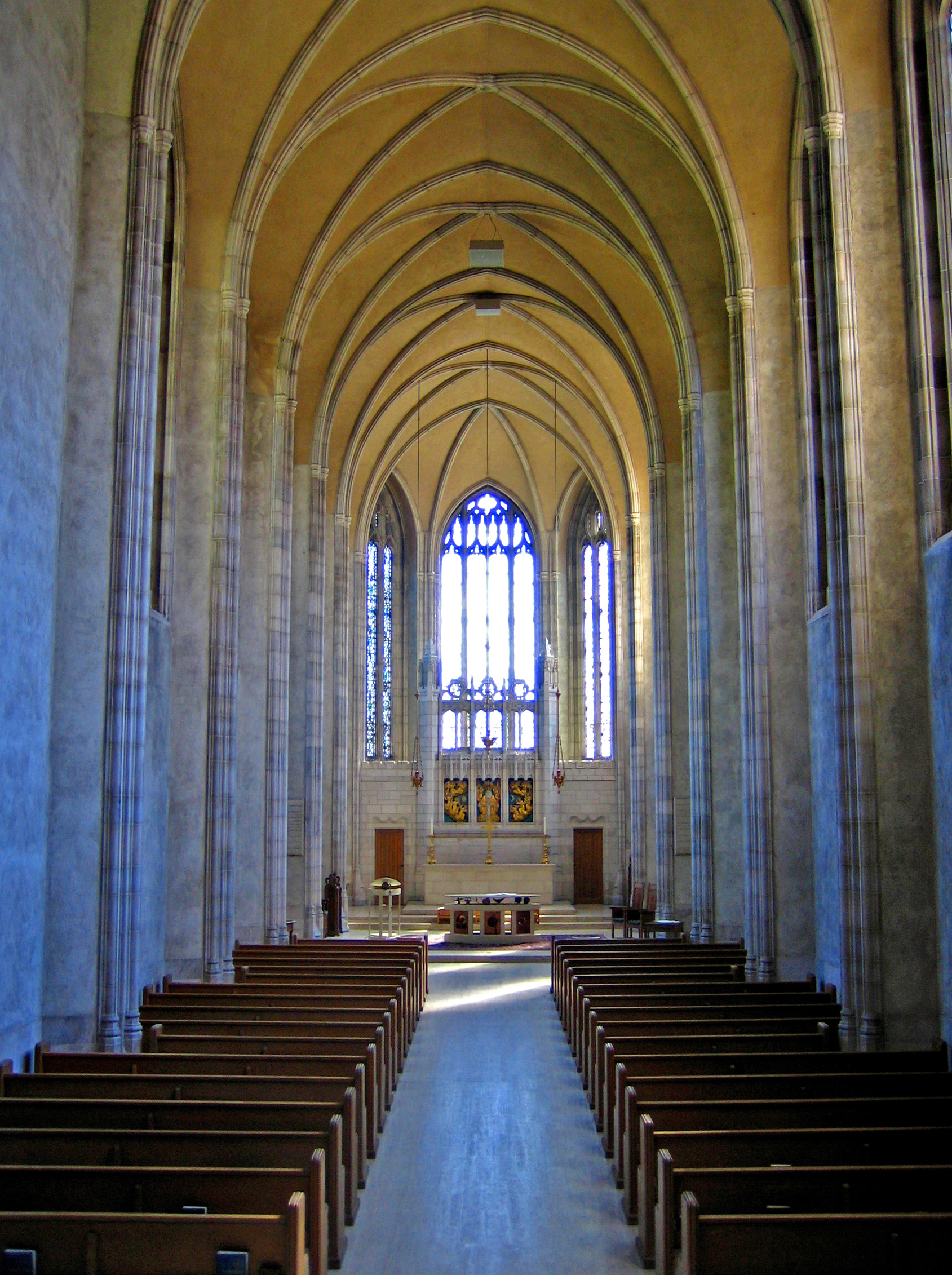